# Antanartia milanion
Antanartia milanion är en fjärilsart som beskrevs av Stoneham 1965. Antanartia milanion ingår i släktet Antanartia och familjen praktfjärilar. Inga underarter finns listade i Catalogue of Life.